# 和歌山県立紀伊風土記の丘
和歌山県立紀伊風土記の丘（わかやまけんりつきいふどきのおか）は和歌山県和歌山市にある風土記の丘。国の特別史跡である「岩橋千塚古墳群」（いわせせんづかこふんぐん）の保全・研究・公開を主たる目的として1971年（昭和46年）8月に開館した考古学・民俗学系の登録博物館および歴史公園である。

## 概要
和歌山市郊外の丘陵地（標高150m）にあり、総面積は65ヘクタール。その広大な敷地全体が博物館施設となっている。国の特別史跡に指定されている約400基の古墳群、復元した竪穴建物、移築した江戸時代の古民家集落（重要文化財2件を含む）、資料館および万葉植物園などで構成される。
基本構想（マスタープラン）は、建築家・西山夘三による。
1971年（昭和46年）には、第26回国民体育大会に出席するため来県した天皇、皇后の行幸先の一つとなった。

## 松下記念資料館
国指定の特別史跡「岩橋千塚古墳群」など、和歌山県内の遺跡・古墳等からの出土品の保存・研究・公開を主たる目的として、郷土出身の実業家松下幸之助の寄付により建てられた。
史跡公園かつ登録博物館施設である和歌山県立紀伊風土記の丘の中心となる施設であり、ビジターセンターとしての役割をもつ。館の外観は弥生時代の高床倉庫を模した造りになっており外壁には古墳石室材に使用される「青石」が張られている。館内には古墳からの出土品や根来寺坊院跡から出土した陶磁器類、備前焼の甕、民具などが展示されている。

### 施設概要
- 常設展示室 - 「掘り出された歴史 -和歌山のあけぼの-」
  - 図書コーナー
  - みんなの展示室
- 企画展示室 - 企画展・特別展会場
- 設計 - 浦辺鎮太郎／浦辺建築事務所
- 延床面積 - 1,687m2
- 「土塁等で設計条件のボリュームを抑えた外観を実現する。大面取りピラスター、長押形水切、青石貼りの壁、銅鐸文様面格子など古代から着想を得て、モダニズムを基調としつつ景観に溶け込む。」と評価され[3]、2022年（令和4年）2月17日に国の登録有形文化財に登録された[4]。

岩橋先塚古墳群および周辺遺跡から出土した遺物を収蔵する目的で近くに建てられた和歌山県埋蔵文化財収蔵庫も、浦辺鎮太郎の設計による。1974年竣工。

## 遺跡博物館地区
- 特別史跡「岩橋千塚古墳群」（約400基の古墳群）
  - 公開古墳（12基、石室内部公開）

## 野外博物館地区
- 古民家集落
  - 旧柳川家住宅主屋・前蔵 （重要文化財）
  - 旧谷山家住宅 （重要文化財）
  - 旧谷村まつ氏住宅 （和歌山県指定文化財）
  - 旧小早川梅吉氏住宅 （和歌山県指定文化財）
- 竪穴建物（復元）
- 万葉植物園

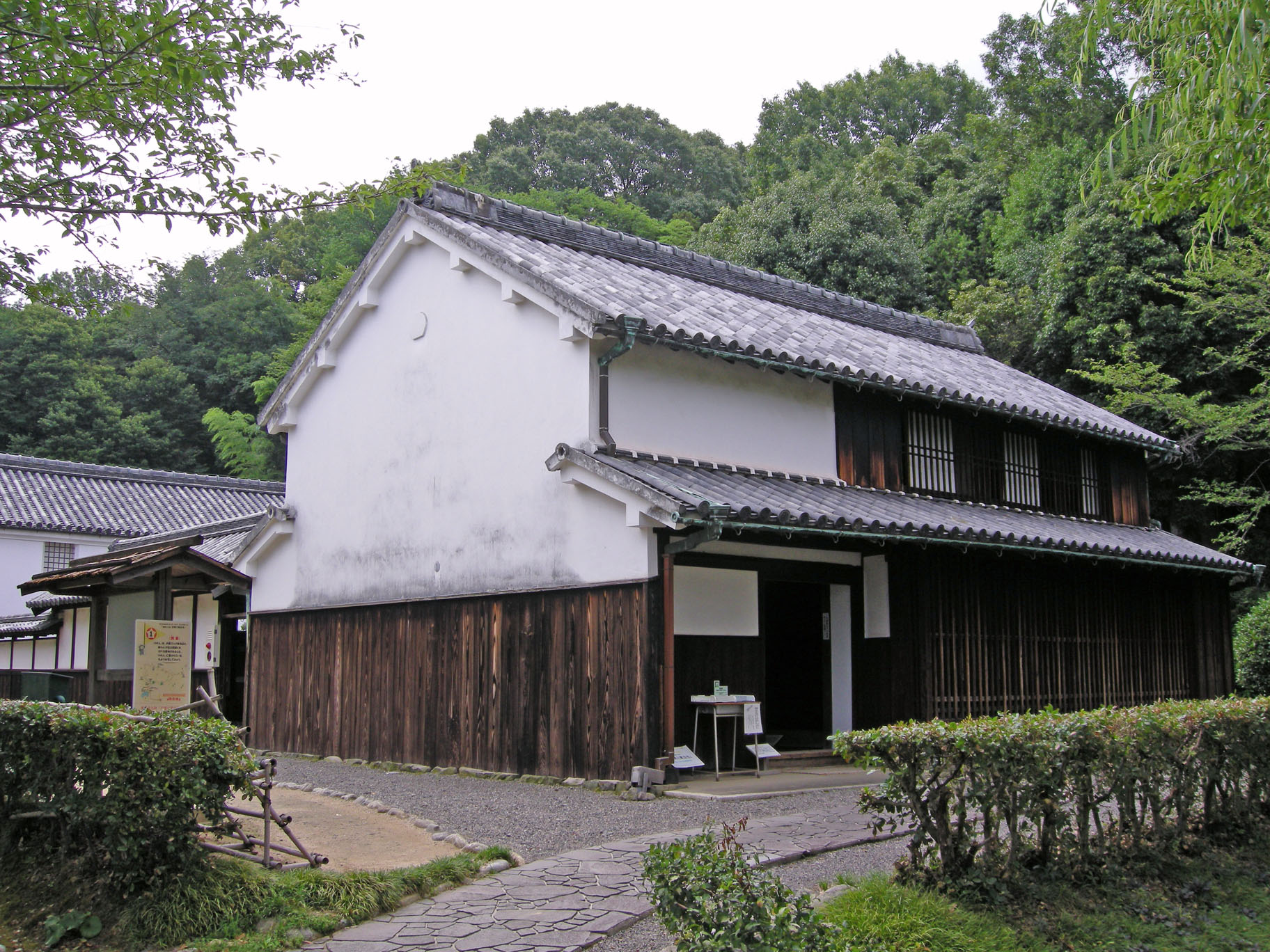
旧柳川家住宅主屋
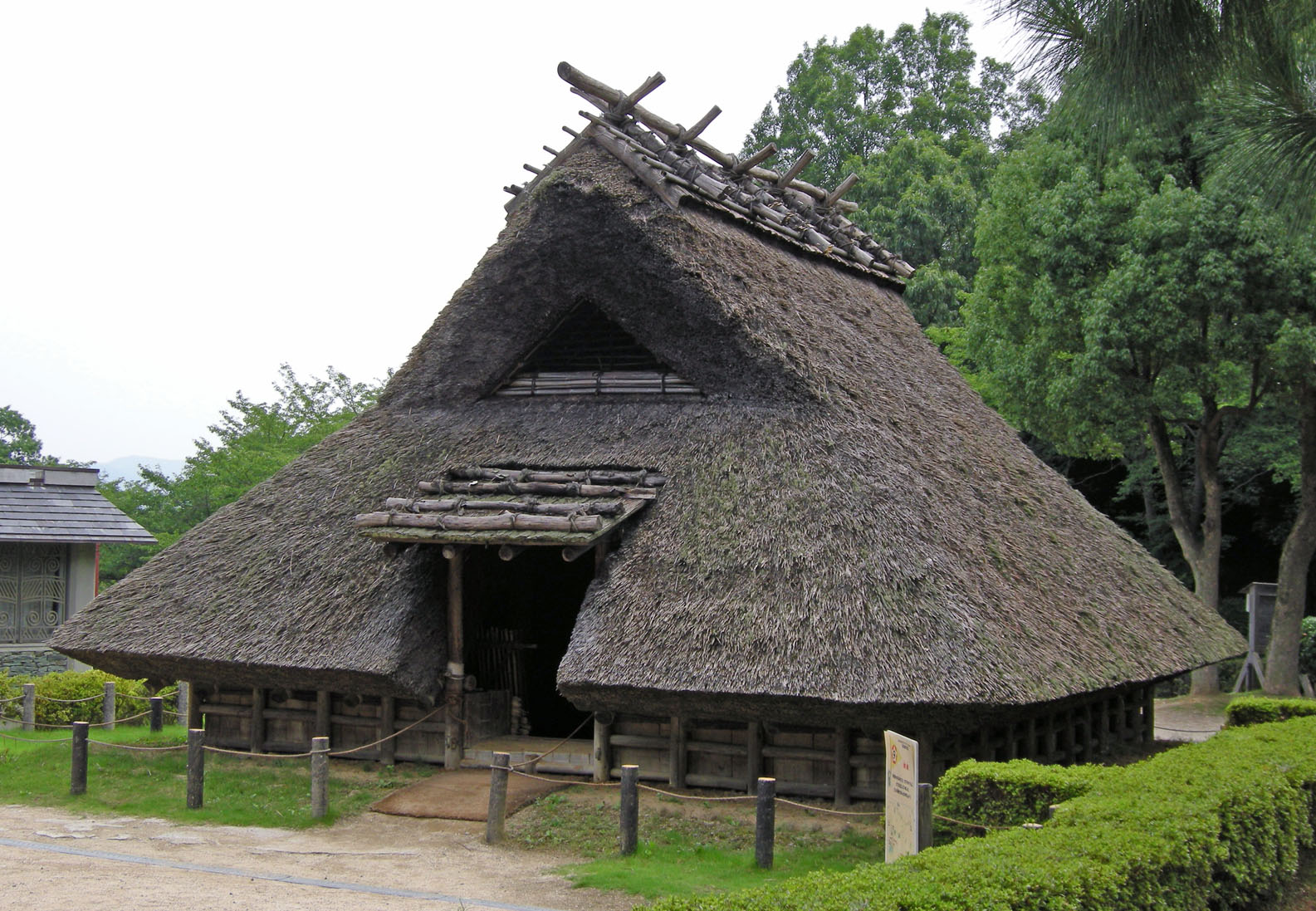
竪穴建物

## 交通アクセス
- 和歌山駅東口から和歌山バス90・94系統「紀伊風土記の丘」行きに乗車し終点で下車、徒歩約5分
- 和歌山線（JR西日本）田井ノ瀬駅 徒歩約25分